# Штайнберг (Шлезвіг-Гольштейн)
Штайнберг (нім. Steinberg) — громада в Німеччині, розташована в землі Шлезвіг-Гольштейн. Входить до складу району Шлезвіг-Фленсбург. Складова частина об'єднання громад Гельтінгер-Бухт.
Площа — 16,24 км2. Населення становить 807 ос. (станом на 31 грудня 2020).

## Галерея

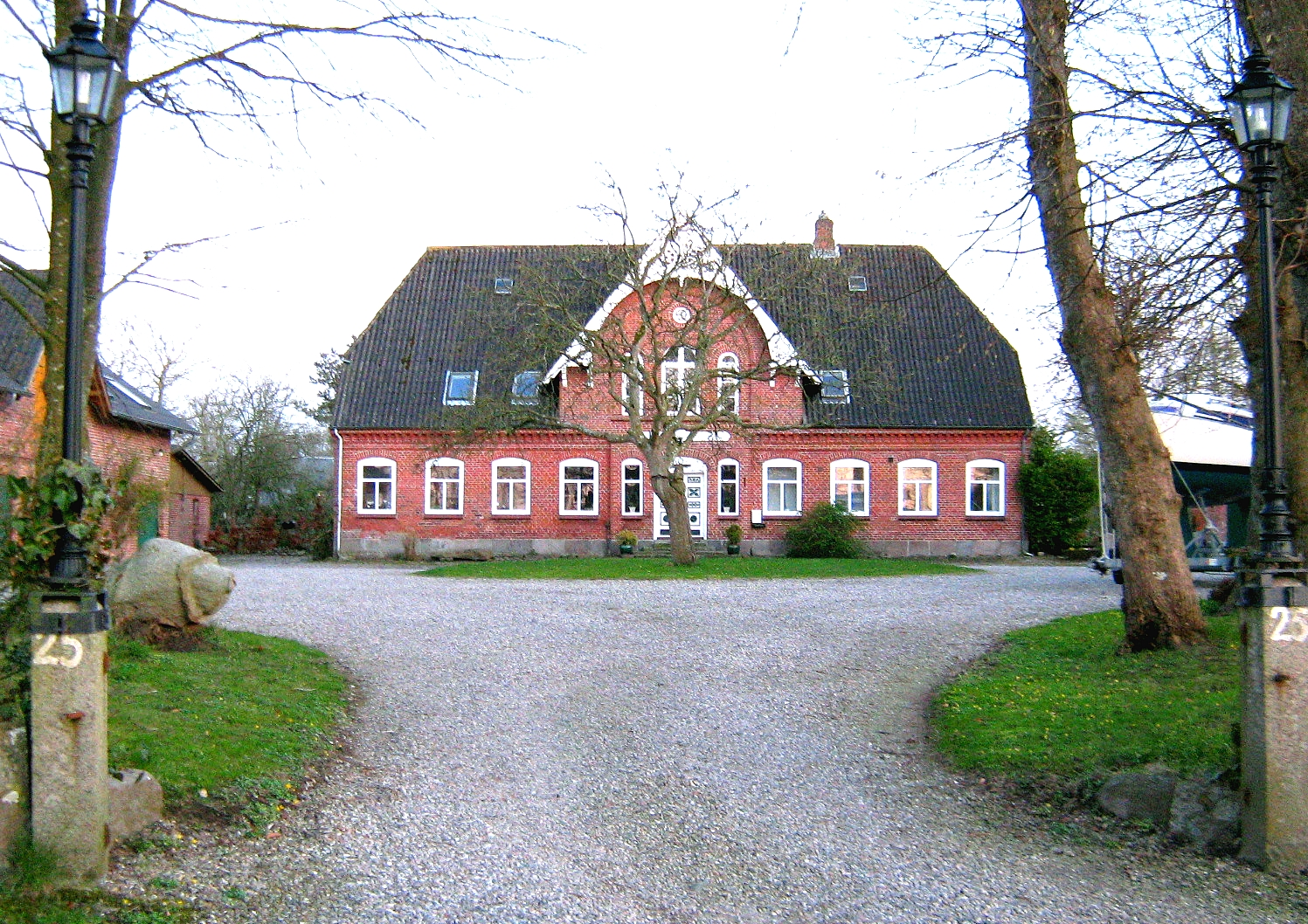
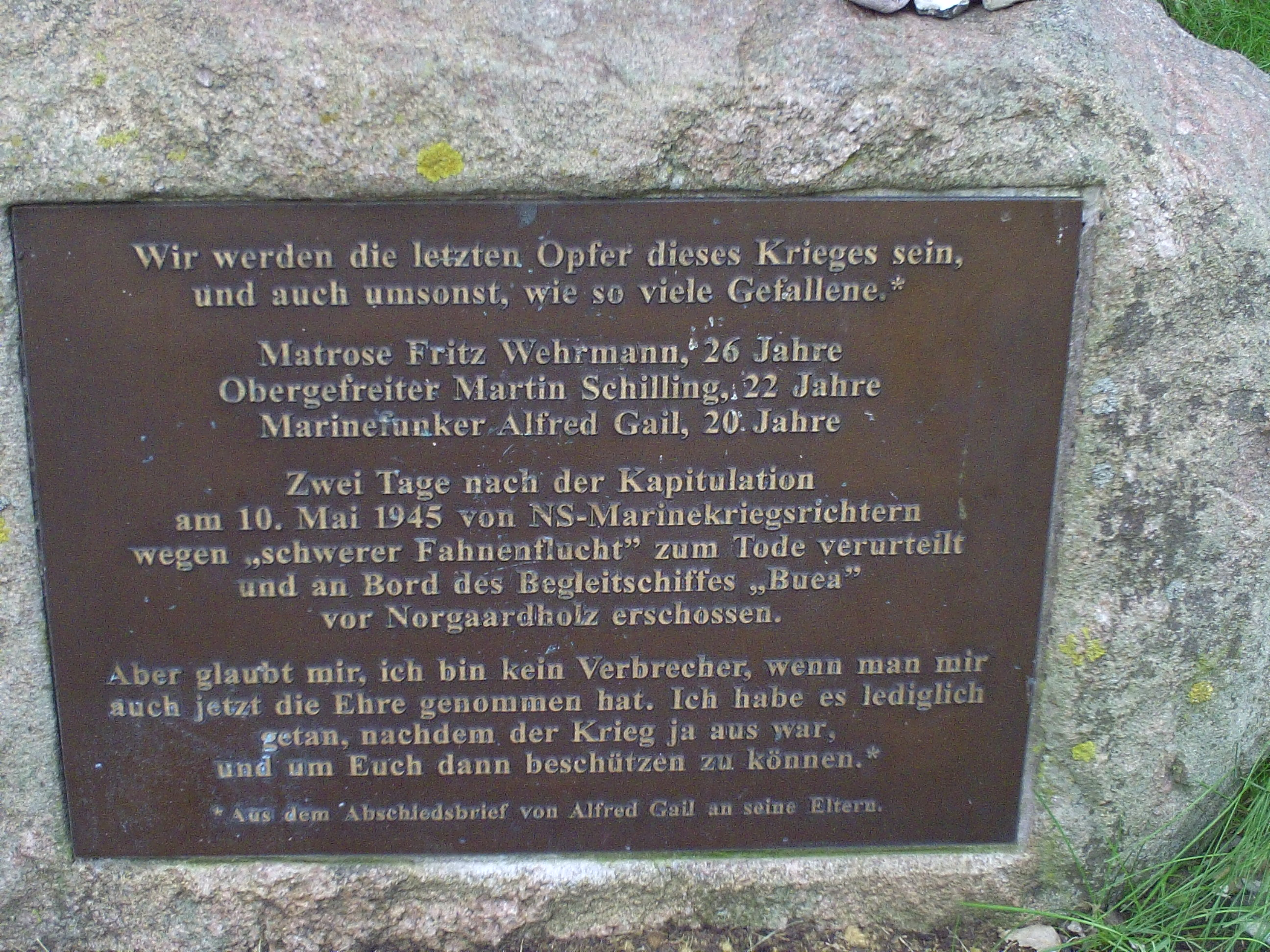